# Rune Wallebom
Kurt Rune Wallebom, ursprungligen Persson, född 23 februari 1945 i Stockholm, död 18 juni 1993 i Rönninge, Salems kommun, var en svensk kompositör, sångare, skådespelare, musiker (piano, orgel, trumpet) 
Under tonåren var Rune Wallebom bosatt i Nacka och gick i Eklidens skola tillsammans med jämnåriga Sven Hedlund (Hep Stars). Rune Wallebom var medlem i gruppen The Violents. Han debuterade som 13-åring med Burken och hans burkar. Mest känd är han dock för sitt låtskrivande, bland de mer berömda låtarna finns Börja om från början 1965, Kristina från Vilhelmina 1966 och Önskebrunnen 1967 som blev populära med Sven Ingvars, samt Aj, aj, aj som blev en stor hitlåt med Schytts 1973.
Wallebom producerade även ett visst antal skivor, inklusive en EP och singlarna I should be glad och Don't turn your back för Tages.

## Filmmusik
- 1967 - Drrapå - kul grej på väg till Götet[3]

### Fotnoter
1. ↑  ”Rune Wallebom”. Svensk musik. Arkiverad från originalet den 10 augusti 2014. https://web.archive.org/web/20140810130451/http://www.mic.se/412566CD0052EF54/WebV6BiografierAZ/670E91C168B693F3412564950056C369. Läst 7 augusti 2014.
2. ↑  Brandels, Göran; Wrigholm, Lennart (2012). Boken om Tages: Från Avenyn till Abbey Road. sid. 142. ISBN 9789189136885
3. ↑  ”Rune Wallebom”. Svensk filmdatabas. 7 augusti 2014. http://www.sfi.se/sv/svensk-filmdatabas/Item/?type=PERSON&itemid=67732. Läst 7 augusti 2014.